# Steckrübe

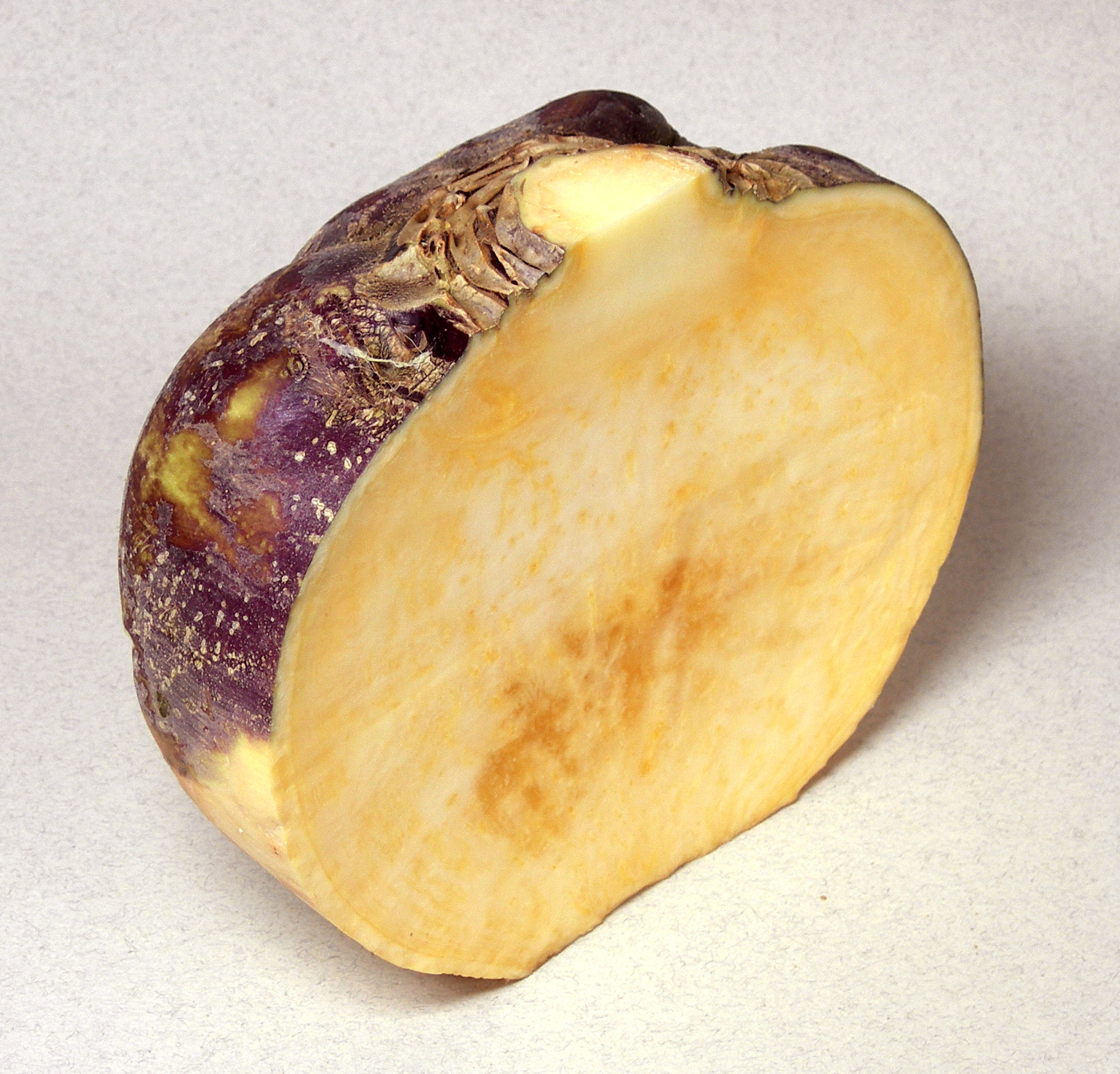
Aufgeschnittene Steckrübe

Die Steckrübe (Brassica napus subsp. rapifera Metzg., Synonym: Brassica napus subsp. napobrassica Mill.) ist eine Unterart des Rapses. Sie ist zu unterscheiden von der Speiserübe (Brassica rapa subsp. rapa) und gilt als typisches Wintergemüse.
Die Steckrübe wird auch Kohlrübe, Kohlrabe, Butterrübe, Erdkohlrabi, Unterkohlrabi, Bodenkohlrabi, Runke, Runkelrübe und in Norddeutschland gelegentlich noch Wruke genannt. In Österreich heißt die Steckrübe auch Dotsche, in Altbayern Dodschn, im Schweizerdeutschen Knutsche und in Siebenbürgen Kamputze.

## Beschreibung
Steckrüben haben eine annähernd runde Form, eine grüne bis gelbliche, manche Sorten auch rötliche, derbe Schale und weißliches bis gelbes Fleisch mit einem herbsüßen, an Kohl erinnernden Geschmack.

## Herkunft und Verbreitung
Die Steckrüben erreichten Deutschland im 17. Jahrhundert aus Skandinavien, daher auch die veraltete Bezeichnung „Schwedische Rübe“. Der tatsächliche Ursprung der Steckrübe ist jedoch ungeklärt. Heute wird sie weltweit in allen gemäßigten Klimazonen angebaut. Erntesaison in Europa ist September bis Mai.

## Historische Nutzung und Verwendung in der Gegenwart
In Notzeiten waren Steckrüben mehrfach die letzte Nahrungsreserve für einen Großteil der Bevölkerung. In die Geschichte eingegangen ist der sogenannte deutsche Steckrübenwinter während des Ersten Weltkriegs 1916/17 („früh Kohlrübensuppe, mittags Koteletts von Kohlrüben, abends Kuchen von Kohlrüben“). Da die Kartoffelernte im Herbst 1916 eine Missernte war, wurden Steckrüben als Ersatz herangezogen. Sie waren vorher hauptsächlich als Schweinefutter angebaut worden. Da praktisch alle Lebensmittel in Deutschland knapp waren, dienten Steckrüben als Basis für die verschiedensten Gerichte, 1917 erschienen eigens Steckrüben-Kochbücher. So gab es Rezepte für Steckrüben-Marmelade, Aufläufe, Suppen, Sauerkraut-Ersatz aus Steckrüben und sogar Steckrüben-Kaffee. Das Rezept lautete: „Steckrüben raspeln und im Ofen trocknen. Die getrockneten Rübenschnitzel werden dann durch eine Kaffeemühle gedreht. Wie normales Kaffeemehl behandeln.“ Mit Bezeichnungen wie „Ostpreußische Ananas“ sollte dieses Gemüse der Bevölkerung schmackhaft gemacht werden. Davon abgeleitet wurden auch Bezeichnungen wie „Mecklenburgische Ananas“ üblich.
Da Steckrüben in der Bevölkerung trotz der schlechten Ernährungslage unbeliebt waren, hatte die Reichskartoffelstelle am Ende des Winters 1917 noch etwa 80 Millionen Zentner Steckrüben übrig, die nicht verteilt worden waren. Sie wurden zu Dörrgemüse und Rübenmehl weiterverarbeitet. Dieses Mehl wurde dann mit Kartoffelmehl und mit Maggi-Suppenwürfeln gemischt und als „Vollkost“ in den Handel gebracht, wobei jede Familie eine gewisse Menge abnehmen musste, um andere Lebensmittel kaufen zu können.
Auch im Hungerwinter 1946/47 nach dem Zweiten Weltkrieg kamen in Ermangelung ausreichender Nahrungsmittelmengen die Ersatzrezepte für Steckrüben vielfach zum Einsatz.
In Deutschland wurden traditionell nur die gelbfleischigen Wurzelknollen für den menschlichen Verzehr verwendet, während die weißfleischigen Kohlrüben an Tiere verfüttert werden (Futterkohlrübe). Besonders in Norddeutschland gehören Steckrübeneintopf und Steckrübenmus zur traditionellen Küche. Zur Zubereitung werden geschälte und gewürfelte Steckrüben mit Fett oder Bauchfleisch gekocht.
Daneben spielen Steckrüben in der norwegischen und isländischen Küche eine wichtige Rolle sowohl als Rübenmus als auch als Gemüseeinlage in Suppen und als Zutat zur lokalen Variante des Labskaus. Auch in der finnischen Küche ist „Lanttu“ eine beliebte Zutat. Vor allem zu Weihnachten ist die Steckrüben-Box (Lanttulaatikko) – ein Auflauf, bei dem sich die harte Rübe im Ofen langsam zu einem süßen Brei verwandelt – auf fast jedem Esstisch zu finden.

## Inhaltsstoffe
Steckrüben enthalten Traubenzucker, Proteine, Fette, schwefelhaltige ätherische Öle, Mineralstoffe, Carotin, Provitamin A und die Vitamine B1, B2, C sowie Nicotinsäureamid. Durch ihren hohen Wassergehalt enthalten sie wenig Nahrungsenergie.

## Kulturelles
Die Kohlrübe wird von der Narrenzunft Inneringen als Narrenkleid verwendet. Dies geht zurück auf eine Sage, wonach ein Bauer aus Inneringen im 19. Jahrhundert bei einem Markt in Sigmaringen die größte Kohlrübe („Kohlrabe“) aufzuweisen hatte. Hieraus entstand der Neckname „Kohlraben-Köpf“, den die Narrenzunft dann 1983 für ihr Narrenkleid aufgegriffen hat.
Die Steckrübe ist das Gemüse des Jahres 2017 und 2018. Der Verein zur Erhaltung der Nutzpflanzenvielfalt hat dieses mild-süßliche Wintergemüse zur Liste der gefährdeten Kulturpflanzen hinzugefügt, um auf den rückgängigen Anbau dieses traditionell gezüchteten Raps-Kohls aufmerksam zu machen.
Die Kohlrübe war bei Fontane Gegenstand kulinarischer und sozialer Betrachtungen:

„‚Du hättest sie hören sollen […] wie sie das dürftige Kleinleben ausmalte, für das sie nun mal nicht geschaffen sei; sie sei nicht für Speck und Wruken und all dergleichen.‘ […] ‚Hm,‘ sagte Schmidt, ‚das gefällt mir nicht, namentlich das mit den Wruken. Das ist bloß ein dummes Vornehmtun und ist auch kulinarisch eine Torheit; denn alle Gerichte, die Friedrich Wilhelm I. liebte, so zum Beispiel Weißkohl mit Hammelfleisch oder Schlei mit Dill – ja. lieber Marcell, was soll dagegen aufkommen?‘“